# 케이프저빌
케이프저빌(Gerbilliscus afra)은 황무지쥐아과에 속하는 설치류의 일종이다. 남아프리카공화국에서만 발견된다. 자연 서식지는 아열대 또는 열대 기후 지역의 건조 관목 지대와 온대 사막이다.